# Route nationale 34
La route nationale 34 (RN 34 o N 34) è una strada nazionale che parte da Parigi e termina ad Esternay.

## Percorso
Comincia dalla porte de Vincennes ed attraversa Vincennes col nome di D120, passando accanto al castello. A Nogent-sur-Marne prosegue come D86, poi D34, fino a Neuilly-sur-Marne, dove si trova l’unico tratto ancora classificato come strada nazionale. Da Chelles è stata invece declassata a D934 e condivide una breve porzione con l’autoroute A104 in corrispondenza dell’attraversamento della Marna, che l’ex N34 continua poi a seguire.
Raggiunge così Lagny-sur-Marne, Montévrain e Montry, da dove risale il Grand Morin in direzione sud-est fino al termine del percorso. Serve Crécy-la-Chapelle, Mouroux e Coulommiers, quindi termina poco ad ovest del paese di Esternay, presso l’innesto sulla N4.